# Max i Mona
Max i Mona (tytuł oryg. Max and Mona) – szwedzko - południowoafrykańsko - zimbwawejski film fabularny z 2004 roku w reżyserii Teddyego Mattery.

## Obsada
- Mpho Lovinga – Max Bua
- Jerry Mofokeng – Wujek Norman "Nox Bra" Mogudi
- Percy Matsemela – Razor
- Thumi Melamu – Nozipho Dlamini
- Coco Merckel – Six
- Septula Sebogodi – Skeel
- Nazli George – Jacqueline
- Billy Mashigo – Mojalefa
- Kenneth Nta – Tyrone